# Gonatoraphis
Gonatoraphis is een geslacht van spinnen uit de familie hangmatspinnen (Linyphiidae). 

## Soorten
De volgende soorten zijn bij het geslacht ingedeeld:
- Gonatoraphis aenea Millidge, 1991
- Gonatoraphis lobata Millidge, 1991
- Gonatoraphis lysistrata Miller, 2007